# Stole
Stole è un singolo della cantante statunitense Kelly Rowland. È stata scritta da Dane Deviller, Sean Hosein e Steve Kipner per la Rowland ed incluso nel suo album di debutto Simply Deep uscito nel 2002. La canzone è il secondo singolo estratto, dopo la hit Dilemma.
Stole entra nelle top 5 delle classifiche di paesi come Regno Unito, Irlanda, Australia e Nuova Zelanda. Entra nelle top 20 di molti altri paesi.

## Classifiche
| Classifiche (2002) | Posizione massima |
| ------------------ | ----------------- |
| Australia          | 2                 |
| Nuova Zelanda      | 3                 |
| Stati Uniti        | 27                |
| Stati Uniti (Pop)  | 9                 |
| Stati Uniti (R&B)  | 54                |
| Classifiche (2003) | Posizione massima |
| Austria            | 24                |
| Belgio (Fiandre)   | 17                |
| Belgio (Vallonia)  | 41                |
| Danimarca          | 7                 |
| Finlandia          | 11                |
| Francia            | 53                |
| Germania           | 15                |
| Irlanda            | 3                 |
| Italia             | 12                |
| Norvegia           | 6                 |
| Paesi Bassi        | 10                |
| Regno Unito        | 2                 |
| Svezia             | 14                |
| Svizzera           | 9                 |